# Paul Clement
Paul Clement (Reading, Inglaterra, 8 de enero de 1972) es un entrenador de fútbol. Actualmente está libre tras dejar el puesto de asistente del Everton de la Premier League de Inglaterra. Como entrenador, ha trabajado con Carlo Ancelotti en el Chelsea, el París-Saint Germain, el Real Madrid y el Bayern de Múnich.

## Trayectoria
Su padre, Dave Clement, fue un destacado futbolista (era central) que jugó la mayor parte de su carrera en el Queens Park Rangers, desde el que llegó a la selección inglesa en 1976. Murió trágicamente en 1982 a la edad de 34 años. No pudo superar la depresión causada por una lesión que le había retirado del fútbol. Se quitó la vida con veneno para plantas. Paul tenía 10 años, pero ni siquiera ese suceso trágico le apartó de su sueño de hacer carrera como entrenador (lo intentó como jugador, pero tuvo menos suerte que su hermano Neil, que llegó a hacer carrera en el West Bromwich Albion).
Clement consiguió su primer logro a los 20 años, cuando ganó un premio especial de la Federación inglesa. Era 1992. Siete años más tarde obtuvo la mejor nota en el Curso Oficial de Entrenadores, en el que también participaron André Villas-Boas y Brendan Rodgers. Para entonces, Clement ya figuraba en el organigrama de la Academia del Chelsea. Su hermano pequeño Neil hizo las pruebas para ingresar como futbolista allí y eso le abrió las puertas para ingresar como miembro del Centro de Excelencia de los blues. El grado superior en Ciencias del Deporte que había hecho en el St. Mary's College le avalaba. Estuvo compaginando esas funciones con su trabajo en un Instituto. En el Chelsea empezó trabajando con niños de 10 años. Cinco años después, ya lo hacía con los de 12.

### Asistente en el Chelsea, el Blackburn Rovers, el PSG y el Real Madrid
Tras encargarse de los sub-21 del Chelsea Football Club, le llegó la oportunidad de ser el segundo del interino Guus Hiddink en 2009. Después estar junto a Hiddink, con el que vivió la fatal noche de Champions en la que Andrés Iniesta marcó un gol clasificatorio en el último suspiro del partido de vuelta de semifinales; Carlo Ancelotti tomó las riendas de aquel Chelsea, donde fue su segundo de 2009 a 2011. Y cuando Carlo Ancelotti se desvinculó de los blues, Clement se fue como ayudante de Steve Kean al Blackburn Rovers.
Sólo cuatro meses después el destino volvería a unir al entrenador con Carlo Ancelotti, que impuso como condición para firmar por el París Saint-Germain, a mitad de la temporada 2011-12, que Paul Clement fuera su segundo; la misma condición que impuso un año después para firmar por el Real Madrid.

### Derby County
El 1 de junio de 2015, comienza su carrera como primer entrenador profesional, firmando por el Derby County, equipo cuyo objetivo es el ascenso a la Premier League. Tras un comienzo titubeante de campaña, el Derby County logró varias victorias consecutivas que lo metían en la lucha por el ascenso. Después de una destacada primera vuelta, el equipo inició una mala racha a partir del año 2016, donde en el mes de enero no consiguió ninguna victoria en liga. Tal fue la caída del rendimiento, que el 8 de febrero Clement fue despedido de su cargo, dejando al equipo en el quinto lugar.

### Asistente en el Bayern de Múnich
En verano de 2016, acompaña a Carlo Ancelotti rumbo al Bayern de Múnich, de nuevo para ser su asistente.

### Swansea City
El 3 de enero de 2017, se desvinculó del club alemán para firmar como nuevo técnico del Swansea City de la Premier League. Logró la permanencia en la Premier League para el conjunto galés, que finalizó 15º con 41 puntos, y continuó en el banquillo en la temporada siguiente; pero una mala racha de resultados llevó a los cisnes al último puesto, lo que precipitó su cese el 20 de diciembre de 2017.

### Reading
El 23 de marzo de 2018, Clement tomó el mando del equipo de su ciudad, el Reading Football Club. La etapa en el club duró algo menos de 9 meses, ya que a inicios del mes de diciembre fue destituido.

## Clubes

### Como entrenador
| Club                            | País       | Año         | PJ | PG | PE | PP | Efectividad |
| ------------------------------- | ---------- | ----------- | -- | -- | -- | -- | ----------- |
| Chelsea (asistente)             | Inglaterra | 2007 - 2011 |    |    |    |    |             |
| Blackburn (asistente)           | Inglaterra | 2011 - 2012 |    |    |    |    |             |
| París Saint-Germain (asistente) | Francia    | 2012 - 2013 |    |    |    |    |             |
| Real Madrid (asistente)         | España     | 2013 - 2015 |    |    |    |    |             |
| Derby County                    | Inglaterra | 2015 - 2016 | 33 | 14 | 12 | 7  | 54.55%      |
| Bayern de Múnich (asistente)    | Alemania   | 2016        |    |    |    |    |             |
| Swansea City                    | Gales      | 2017        | 40 | 13 | 5  | 22 | 36.67%      |
| Reading                         | Inglaterra | 2018        | 30 | 7  | 8  | 15 | 32.22%      |
| Círculo de Brujas               | Bélgica    | 2020 - 2021 | 25 | 7  | 1  | 17 | 32%         |
| Everton (asistente)             | Inglaterra | 2022 - 2023 |    |    |    |    |             |